# Affenpocken-Ausbruch 2022

Anstieg der Fallzahlen weltweit, Mai 2022 bis Mai 2023

Der Affenpocken-Ausbruch 2022 war ein fast weltweiter Ausbruch der Affenpocken, Variante Klade IIb. Die globalen Maßnahmen, um den Ausbruch unter Kontrolle zu bringen, waren erfolgreich, sodass die WHO im Mai 2023 die Pandemiewarnung aufhob.

## Verlauf
Die initiale Häufung von Fällen wurde im Vereinigten Königreich und zunächst am 6. Mai 2022 bei einer Person mit Reiseverbindungen nach Nigeria, wo die Krankheit endemisch auftritt, festgestellt. Der Ausbruch markiert das erste Ereignis einer Verbreitung der Affenpocken weit außerhalb von Zentral- und Westafrika.
Ab dem 18. Mai wurden Fälle aus immer mehr Ländern und Regionen gemeldet, vorwiegend in Europa, aber auch in Nord- und Südamerika, Asien, Afrika sowie in Ozeanien. Am 23. Juli erklärte die Weltgesundheitsorganisation (WHO) den Ausbruch zu einer öffentlichen Gesundheitsnotlage von internationaler Tragweite (PHEIC) und erhob den Status des Ausbruchs zu einer globalen Gesundheitsnotlage. Bis zum 30. Juli gab es insgesamt 22.763 bestätigte Fälle.
Ende Juli 2022 wurden in Spanien die ersten europäischen Todesfälle in Verbindung mit den Affenpocken registriert. Betroffen waren zwei junge Männer. Zu diesem Zeitpunkt gab es 4.200 bestätigte Fälle allein in Spanien.
Am 30. Juli 2022 rief die Gouverneurin des US-Bundesstaates New York wegen der sich ausbreitenden Affenpocken den Notstand aus.
Anfang August 2022 meldete zuerst Der Spiegel, dass das Virus bereits in der ersten Julihälfte 2022 erstmals in Deutschland auch an zwei männlichen Jugendlichen nachgewiesen wurde. Zu diesem Zeitpunkt waren nach Angaben des Robert Koch-Institut 2.724 Infektionen aus allen Bundesländern gemeldet worden, fast ausschließlich handelt es sich um Männer.
Am 2. August 2022 rief Kalifornien als dritter US-Bundesstaat den Notstand wegen der sich weiter ausbreitenden Affenpocken aus, nachdem dort 827 Fälle bekannt geworden waren. Kurze Zeit später wurde von der US-Regierung der nationale Gesundheitsnotstand ausgerufen. Nach Angaben des Gesundheitsministeriums waren am 5. August bereits über 6.600 Fälle bestätigt.
Im Oktober waren die Infektionszahlen auf ein vernachlässigbares Niveau gesunken, so dass das Thema aus der öffentlichen Wahrnehmung verschwand. Lediglich Risikopatienten wurde weiterhin zu einer Impfung geraten.
Am 11. Mai 2023 wurde die internationale Gesundheitsnotlage aufgehoben.

## Übertragung und vom Ausbruch Betroffene
Affenpocken werden von Mensch zu Mensch hauptsächlich durch engen Körperkontakt verbreitet, einschließlich engem Kontakt während sexueller Aktivität, unabhängig vom Geschlecht der Beteiligten. Sie werden jedoch nicht als sexuell übertragbare Erkrankung eingestuft, da sie keinen Kontakt mit Genitalflüssigkeiten erfordern, um sich auszubreiten. Übertragungen können auch über kontaminierte Gebrauchsgegenstände erfolgen, die von Infizierten benutzt bzw. berührt wurden.
Einer am 21. Juli 2022 veröffentlichten Studie US-amerikanischer Mediziner zufolge traten 95 % der von April bis Juni 2022 gemeldeten Fälle außerhalb der endemischen Regionen in Afrika im Zusammenhang mit sexuellen Kontakten auf; 98 % der gemeldeten Fälle außerhalb der endemischen Regionen in Afrika traten bei Männern auf, die gleichgeschlechtlichen Geschlechtsverkehr hatten. Insbesondere waren Menschen mit mehreren Sexualpartnern betroffen. Forschende empfahlen daher spezialisierte medizinische Betreuung. Männer, die Sex mit vielen unterschiedlichen Männern haben, waren im Kontext der Mpox-Epidemie zum Teil besonderer Stigmatisierung ausgesetzt.
Mit Blick auf die Übertragungswege sehen Fachleute keinen Grund zur Besorgnis einer pandemischen Ausbreitung, insbesondere da das Virus nicht durch Tröpfcheninfektion verbreitet würde. Der Berufsverband der Kinder- und Jugendärzte (BVKJ) betont, dass das Virus „weit weniger ansteckend als Corona“ sei. Dies bestätigte sich durch den weiteren Verlauf der Fallzahlen, die im Herbst 2022 wieder stark absanken. In der Woche vom 6. bis 12. Februar 2023 registrierte die WHO weltweit noch 270 Fälle.